# Шопен (кратер)
Шопе́н (лат. Chopin) — кратер на Меркурии. Диаметр — 130 километров, координаты центра — 65,42 ° ю. ш. 123,27 ° з. д. Был открыт на снимках космического аппарата «Маринер-10», сделанных в 1974 году. Назван в честь польского пианиста и композитора Фредерика Шопена (1810—1849). Это название было утверждено Международным астрономическим союзом в 1976 году.
Шопен имеет достаточно чёткий край и широкий террасированный внутренний склон. Его дно когда-то было покрыто лавой, поэтому оно достаточно ровное, но в центре кратера находится большой горный массив.
В юго-восточной части Шопен перекрыт младшим безымянным (на 2014 год) кратером диаметром 55 км. В 60 км к юго-востоку от Шопена находится 130-километровый кратер Вагнер. Вокруг Шопена есть его вторичные кратеры (образованные телами, выброшенными при ударе, который создал этот кратер).